# Khok Pho Chai (huyện)
Khok Pho Chai (tiếng Thái: โคกโพธิ์ไชย) là một huyện (amphoe) của tỉnh Khon Kaen, đông bắc Thái Lan.

## Lịch sử
Tiểu huyện (king amphoe) đã được thành lập vào ngày 30 tháng 4 năm 1994 thông qua việc tách ra từ huyện Mancha Khiri.
Theo quyết định ngày 1 tháng 5 năm 2007 của chính phủ Thái Lan, tất cả 81 tiểu huyện sẽ được nâng thành huyện. Với việc đăng công báo hoàng gia ngày 24 tháng 8, việc nâng cấp này thành chính thức.

## Địa lý
Các huyện giáp ranh (từ phía bắc theo chiều kim đồng hồ) Mancha Khiri, Chonnabot và Waeng Yai của tỉnh Khon Kaen, và Khon Sawan và Kaeng Khro của tỉnh Chaiyaphum.

## Hành chính
Huyện này được chia ra thành 4 subdistricts (tambon), các đơn vị này lại được chia thành 40 làng (muban). Thị trấn (thesaban tambon) Ban Khok nằm trên một phần của tambon Ban Khok. Có 4 Tổ chức hành chính tambon.
| STT. | Tên        | Tên Thái | Số làng | Dân số |  |
| ---- | ---------- | -------- | ------- | ------ |  |
| 1.   | Ban Khok   | บ้านโคก   | 11      | 7.141  |  |
| 2.   | Pho Chai   | โพธิ์ไชย   | 10      | 7.404  |  |
| 3.   | Sap Sombun | ซับสมบูรณ์  | 11      | 6.401  |  |
| 4.   | Na Phaeng  | นาแพง    | 8       | 4.537  |  |